# Corsários das Nuvens
Captains of the Clouds (bra/prt: Corsários das Nuvens) é um filme norte-americano de 1942, dos gêneros drama, guerra e ação, dirigido por Michael Curtiz e estrelado por James Cagney e Dennis Morgan.

## Notas sobre a produção

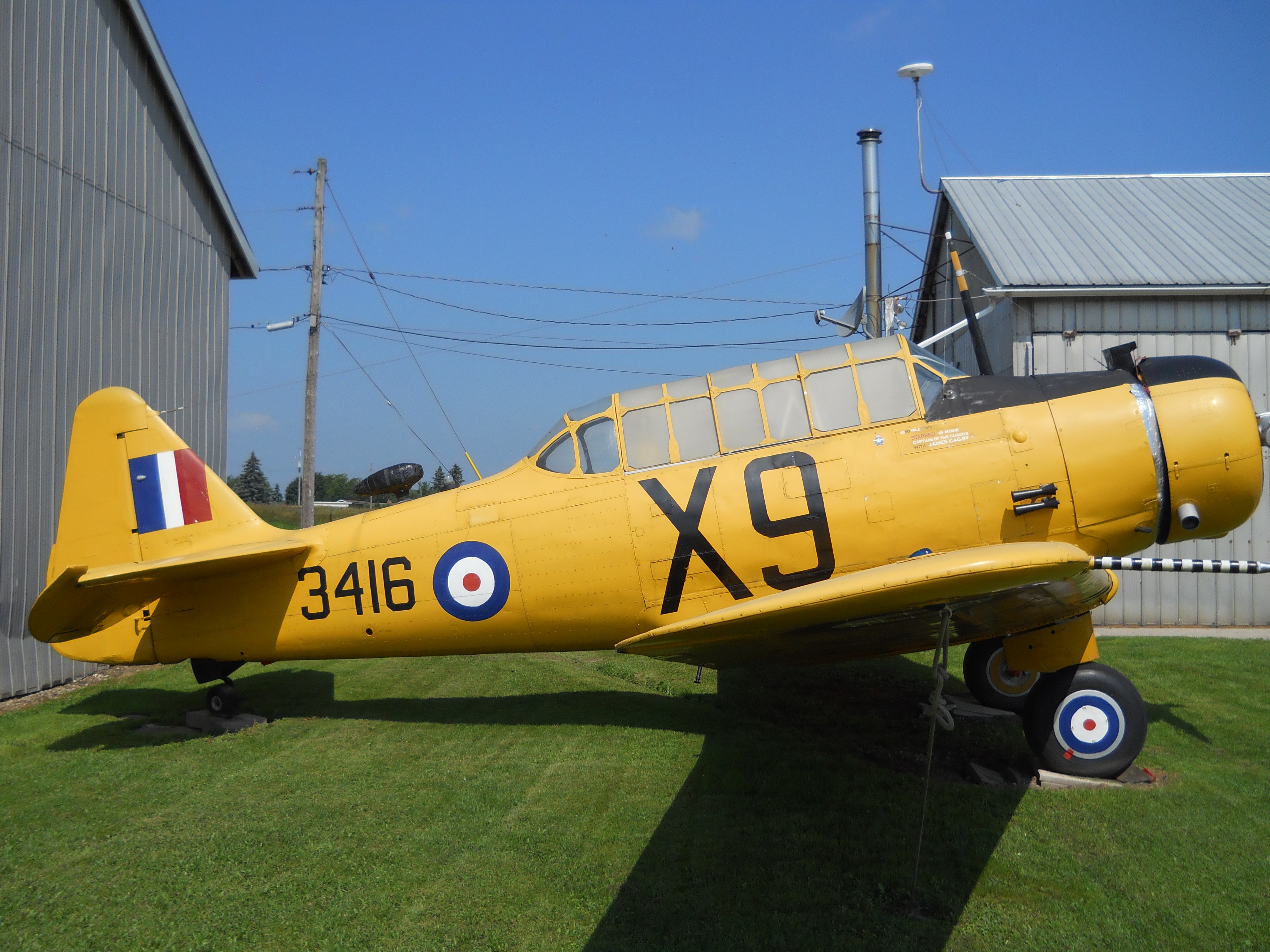
Avião Yale 3416 W/T, da Real Força Aérea do Canadá, utilizado na Segunda Guerra. Ele apareceu no filme, em cenas de treinamento. Dois anos depois, sofreu um acidente. Restaurado, pode ser visto no Guelph Airpark, em Ontário.